# Zachysnykiv Ukrajiny (stanice metra v Charkově)
Zachysnykiv Ukrajiny (ukrajinsky Захисників України), v doslovném překladu Obránců Ukrajiny je stanice charkovského metra na Oleksijivské lince.

## Charakteristika
Stanice je jednolodní, obklad stanice je z bílého mramoru s různými mozajkami.
Stanice má dva vestibuly, vestibuly mají čtyři východy, ústící na Majdan Obránců Ukrajiny.